# Imre Kertész
Imre Kertész (Budapeste, 9 de novembro de 1929 – 31 de março de 2016) foi um escritor húngaro, sobrevivente do holocausto e ganhador do Prémio Nobel de Literatura de 2002.
Imre foi o primeiro húngaro a receber o Nobel de Literatura. Seu trabalho lida com temas relacionados ao Holocausto, ditaduras e liberdade pessoal.

## Biografia
Imre nasceu em 1929, em Budapeste. Era filho de Aranka Jakab e László Kertész, um casal de comerciantes judeus. Seus pais se separaram quando Imre tinha apenas cinco anos. Em 1940, ele começou o ensino secundário, onde foi colocado em uma sala especial, apenas para alunos judeus, como parte da política nazista.
Durante a Segunda Guerra Mundial, em 1944, Imre foi deportado, aos 14 anos, junto com outros judeus húngaros e enviado para o campo de concentração de Auschwitz, depois para o campo de Buchenwald. Ao chegar, ele alegou ter 16 anos, idade mínima para poder trabalhar no campo e assim evitar o extermínio imediato.
Quando o campo foi libertado em 1945, Imre retornou a Budapeste, onde se formou no ensino médio em 1948. Em seguida, ele foi procurar emprego, onde começou a trabalhar como jornalista e tradutor. em 1951, ele foi demitido de seu emprego no jornal Világosság depois que a publicação começou a inclinar-se para o comunismo. Por algum tempo, ele trabalhou em uma fábrica e depois no departamento de imprensa no Ministério da Indústria Pesada. Em 1953, ele começou a trabalhar como jornalista freelancer, traduzido livros para o húngaro, como os de Friedrich Nietzsche, Sigmund Freud, Ludwig Wittgenstein, e Elias Canetti. Por volta dessa data ele começou a arriscar seus primeiros textos.
Seu livro mais conhecido, Fatelessness (Sem destino em português), descreve as experiência do adolescente György (George) Köves nos campos de concentração de Auschwitz, Buchenwald e Zeitz. Entrte 1969 e 1973, o livro foi parcialmente rejeitado para publicação pelo regime comunista húngaro, mas acabou publicado em 1975. Alguns leitores interpretaram o livro como sendo autobiográfico, mas o autor várias vezes disse não haver conexões biográficas com o personagem do livro. Logo, a obra se tornaria parte do currículo de leitura da maioria das escolas de ensino médio da Hungria. Em 2005, um filme baseado no livro Fatelessness foi rodado na Hungria, com roteiro escrito pelo próprio Imre. Ainda que tenha o mesmo título do livro, algumas resenhas apontaram que o filme era mais autobiográfico do que o livro.
No começo da carreira, Imre se achava pouco apreciado por sua escrita na Hungria. Assim ele se mudou para a Alemanha, onde recebeu mais apoio de editoras e leitores. Mesmo morando em Berlim, ele continuou a traduzir trabalhos para o húngaro, principalmente de alguns escritores alemães, como as peças de Friedrich Dürrenmatt e Tankred Dorst. Sua ficção continuou sendo escrita em húngaro, mas ele não publicou mais nenhum livro até o final da década de 1980. Como passou boa parte de sua carreira na Alemanha, ele deixou seus escritos e seu acervo pessoal para a Academia de Artes de Berlim.

## Controvérsia
Imre era uma figura controversa na Hungria, em especial por ser o primeiro e único húngaro a ganhar o Prêmio Nobel de Literatura e morar na Alemanha. Essa tensão foi exacerbada em 2009 após uma entrevista ao Die Welt, onde Imre diz que se considera um berlinense e alega que Budapeste foi "completamente balcanizada". Muitos jornais da Hungria reagiram negativamente às afirmações de Imre, dizendo que o autor era "hipócrita". Outros críticos entenderam que o comentário era irônico e caracteristicamente húngaro e que não poderia ser levado a sério. Em uma entrevista para a Duna TV, ele esclareceu que seu comentário tinha o intuito de ser construtivo e chamou a Hungria de sua "terra natal".

## Morte
Imre morreu em 31 de março de 2016, em Budapeste, aos 86 anos, em sua casa, em decorrência do Mal de Parkinson, doença que o afligia já havia alguns anos.

## Obras
- Sorstalanság (trad.Sem destino) (1975)
- A nyomkereső (1977)
- Detektívtörténet (1977)
- A kudarc (pt: A Recusa/ br: O Fiasco) (1988)
- Kaddis a meg nem született gyermekért (pt: Kaddish para uma Criança que não Vai Nascer) (1990)
- Az angol lobogó (1991)
- Gályanapló (1992)
- A holocaust mint kultúra : három előadás (1993)
- Jegyzőkönyv Imre Kertész; Élet és Irodalom / Esterházy Péter (1993)
- Valaki más: a változás krónikája (pt: Um Outro - Crónica de Uma Metamorfose) (1997)
- A gondolatnyi csend, amíg a kivégzőosztag újratölt (1998)
- A száműzött nyelv (2001)
- Felszámolás (br: Liquidação) (2003)